# جوزف پولند
جوزف پولند (انگلیسی: Joseph F. Poland؛ ‏ ۴ سپتامبر ۱۸۹۲ – ۲۳ مارس ۱۹۶۲) فیلم‌نامه‌نویس اهل ایالات متحده آمریکا بود.
از فیلم‌هایی که وی در آن‌ها نقش داشته‌است، می‌توان به دو هفته مرخصی، اوپراتور فدرال ۹۹، زن ببری و دکتر سیتن مرموز اشاره نمود.